# Війна в Перській затоці

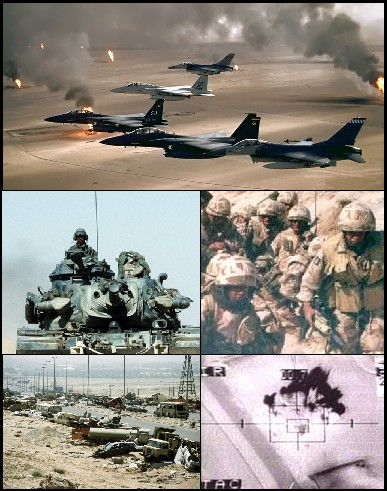
За годинниковою стрілкою починаючи зверху: літаки ВПС США пролітають над палаючими кувейтськими нафтовими свердловинами; британські війська на операції Granby; вигляд з камери Локхіда AC-130; «Шосе смерті»; бойовий інженерний транспорт M728

Війна́ в Пе́рській зато́ці — збройний конфлікт 1990—1991 років, в якому Іраку протистояла коаліція з 35 країн на чолі зі США. Війна почалася 2 серпня 1990 року, коли Ірак вторгся й анексував сусідню державу — Кувейт. Це спровокувало США та країни утвореної коаліції перекинути в сусідню Саудівську Аравію військовий контингент. Військова операція складалася з двох частин: Операція «Щит пустелі» тривала з серпня 1990 по січень 1991 року, в ході якої нарощувалися військові сили коаліції; і Операція «Буря в пустелі», яка почалася 17 січня 1991 року з повітряних атак і бомбардування Іраку впродовж п'яти тижнів, і завершилася визволенням Кувейту 28 лютого 1991 року.
2 серпня 1990 року Ірак вторгся в сусідню державу Кувейт і протягом двох днів повністю окупував всю країну. Спочатку Ірак керував окупованою територією під маріонетковим урядом, відомим як «Республіка Кувейт», а потім вдався до прямої анексії, за якої суверенна територія Кувейту була розділена: район Саддаміят аль-Мітла в північній частині країни був відділений, а решта території була приєднана як 19-та провінція Іраку «Мухафаза Кувейт».
Висловлювалися різні припущення щодо справжніх мотивів іракського вторгнення, зокрема щодо неспроможності Іраку погасити борг у понад 14 мільярдів доларів США, який він позичив у Кувейту для фінансування своїх військових зусиль під час ірано-іракської війни. Вимоги Кувейту щодо погашення супроводжувались зростанням рівня видобутку нафти самим Кувейтом, що призвело до зниження доходів Іраку та ще більше послабило його економічні перспективи: протягом більшої частини 1980-х років видобуток нафти в Кувейті перевищував його обов'язкову квоту в рамках ОПЕК, що тримало міжнародні ціни на нафту на низькому рівні. Пропаганда Іраку подала відмову Кувейту скоротити видобуток нафти як акт агресії проти іракської економіки, що було мотивом до застосування військової сили. Вторгнення до Кувейту негайно зустріло міжнародне засудження, зокрема Рада Безпеки ООН одноголосно запровадила економічні санкції проти Іраку. Прем’єрка Британії Маргарет Тетчер та американський президент Джордж Буш-старший почали розгортання військового контингенту в Саудівській Аравії і відкрито закликали інші країни надіслати свої військові сили до місця конфлікту. У відповідь на цей заклик низка країн приєдналася до очолюваної Сполученими Штатами коаліції, утворивши найбільший військовий альянс з часів Другої світової війни. Основну частину військових сил коаліції склали Сполучені Штати. Саудівська Аравія, Велика Британія та Єгипет були найбільш провідними учасниками, саме в такому порядку; Саудівська Аравія та уряд Кувейту у вигнанні заплатили близько 32 із 60 мільярдів доларів США витрат на мобілізацію коаліції проти Іраку.
Витіснення іракської армії з Кувейту почалося 17 січня 1991 року з повітряного та морського бомбардування, яке тривало п'ять тижнів. Іракські військові виявились неспроможними відбити атаки коаліції. Після початку цих атак Ірак почав обстрілювати ракетами Ізраїль: хоча сам Ізраїль не входив в коаліцію, керівництво Іраку розпочало ці атаки, сподіваючись, що ракетний обстріл спровокує військову відповідь Ізраїлю, і що така відповідь спонукає мусульманські країни вийти з коаліції (див. Арабо-ізраїльський конфлікт). Однак ця спроба була зрештою невдалою, оскільки Ізраїль не відповів на атаки Іраку, і Ірак продовжував залишатися у протиріччі з більшістю країн мусульманського світу, які засудили вторгнення і анексію Кувейту. Іракські ракетні атаки по військових об'єктах коаліції, що були розташовані в Саудівській Аравії, також були в основному невдалими, і 24 лютого 1991 року коаліція розпочала масштабний наземний наступ на окуповану Іраком територію Кувейту. Цей наступ став вирішальною перемогою коаліційних сил, очолюваних США, які звільнили Кувейт і швидко почали просуватися повз іраксько-кувейтський кордон на територію Іраку. Через сто годин після початку наземної кампанії коаліція припинила просування в Ірак і оголосила про припинення вогню. Повітряні та наземні бої обмежувалися Іраком, Кувейтом і районами, що пролягають на кордоні між Іраком і Саудівською Аравією.
Цей конфлікт ознаменований запровадженням прямих трансляцій з передової боїв, головним чином американською мережею CNN. Він також отримав прізвисько Війна-відеогра (англ. Video Game War), через щоденні трансляції записів з бортових камер американських бомбардувальників під час операції «Буря в пустелі». Війна в Перській затоці стала відомою тим, що включала три найбільші танкові битви в американській військовій історії.
Конфлікт відомий небаченим в історії розмахом застосування авіаударів і, на думку багатьох фахівців, знаменував нову епоху у військовій справі — на зміну масовому тотальному бою, великим механізованим з'єднанням, придушенню вогнем по площах прийшла інформація та точна зброя, які нівелювали тотальну чисельну перевагу ворога.

## Передісторія
Із другої половини 1989 іракська преса починає пропагандистську кампанію проти політики країн Ради співпраці арабських держав Перської затоки в ОПЕК, звинувачуючи їх у тому, що саме вони винні в тому, що ОПЕК не збільшила квот Іракові й тим самим блокувала відновлення іракської економіки після недавньої Ірано-іракської війни. Поступово цю політику починають кваліфікувати як «економічну війну».
30 травня 1990 року на засіданні Ради Ліги арабських держав (ЛАД) Саддам Хусейн заявляє, що «економічна війна стала нестерпною». 17 червня він прямо звинувачує Кувейт у тому, що той є одним з ініціаторів «економічної війни» і, окрім того, незаконно користується нафтовими родовищами Румейли, що перебувають на іраксько-кувейтському кордоні. Як компенсацію за «крадіжку іракської нафти» Саддам Хусейн вимагає від Кувейту виплати 2,4 млрд доларів, а потім доводить цю суму до 10 млрд. Прагнучи всіляко уникнути розростання конфлікту, уряд Кувейту заявляє про свою готовність обговорити всі спірні питання і виділити Іраку позику в розмірі 9 млрд доларів. Проте рішення вже ухвалено, тож іракська армія починає вторгнення на територію сусідньої держави.
Ірак окупував Кувейт у серпні 1990 року, знову, як у 60-ті роки, пред'явивши претензії на право управляти еміратом, що в іракській традиції вважається колишньою частиною Османської імперії, і звинувативши південного сусіда в крадіжці нафти з прикордонних родовищ через криві свердловини, а також — і ця версія жива серед іракців досі — в участі в якійсь міжнародній протиіракській змові.

## Окупація Кувейту
Уночі 2 серпня 1990 року чотири регулярні дивізії іракської армії вторглися до Кувейту. Зважаючи на повну військову перевагу супротивника наземні підрозділи збройних сил Кувейту вели стримувальні бої, у той же час відступаючи на територію Саудівської Аравії. Основна частина авіації ВПС Кувейту встигла перебазуватися на саудівські аеродроми. До кінця дня Ель-Кувейт повністю перейшов під контроль іракських сил.
Успіх операції з окупації Кувейту зумовила значна кількісна і якісна перевага військ вторгнення над національною кувейтською армією. Проте Ірак зазнав серйозної невдачі, що позначилася на подальшому розвитку кувейтської кризи: іракському спецназу не вдалося захопити кувейтського еміра Джабіра ас-Сабаха. Спроба захопити еміра за допомогою вертолітного десанту в Ель-Кувейті наразилася на протидію ППО країни, при цьому сили спецназу зазнали значних втрат. Ас-Сабах встиг евакуюватися до Саудівської Аравії, але його брат загинув при штурмі палацового комплексу.

## Реакція світової спільноти
Уже 2 серпня Рада Безпеки ООН ухвалила резолюцію № 660, у якій засудила вторгнення і зажадала від Іраку негайно вивести свої війська з Кувейту. Іракське керівництво проігнорувало цю резолюцію. У Кувейті було встановлено «тимчасовий уряд», який звернувся до Іраку з проханням включити Кувейт у свій склад. 8 серпня було оголошено про фактичну анексію Кувейту. Частина території країни була приєднана до іракської провінції Басра, а територія, що залишилася, проголошена 19-ю провінцією Іраку. Місто Ель-Кувейт було перейменоване в Кадхиму. До Саудівської Аравії почали прибувати кувейтські біженці.
Станом на початок кризи США не мали чіткої позиції щодо того, яким чином і наскільки рішуче треба відповідати на агресію Іраку. Саддам, попередньо прозондувавши дипломатичні канали, отримав натяк, що США займуть порівняно нейтральну позицію в його суперечці з Кувейтом. Протягом осені лобістські групи інтересів у Вашингтоні схилили рішення уряду до початку військової кампанії.
Певною мірою Саддам покладався на те, що традиційне протистояння двох наддержав не дасть повною мірою мобілізувати антиіракські сили, і що ті будуть обмежені в свободі своїх дій. Але СРСР станом на 1991 рік перебував в стадії напіврозпаду, відчував величезні внутрішні проблеми і відтак не міг сформулювати гідну відповідь на кризу, окрім формального засудження агресії в ООН. Фактично СРСР зайняв позицію пасивного спостереження, а його колишні сателіти по Варшавському договору приєдналися до дій коаліції, надіславши військові контингенти.
Рада Безпеки ООН продовжувала регулярно повертатися до кувейтської кризи і ухвалювати резолюції (у цілому до кінця року таких було винесено 12). На Ірак було накладено низку санкцій, уведено морську блокаду. У відповідь на це в Іраку були затримані громадяни тих країн, які взяли участь в санкціях. Ці люди опинилися фактично у стані заручників, яких Ірак використовував для політичного маніпулювання. Лише в грудні проблему іноземних громадян в Іраку було остаточно вирішено.
12 січня 1991 Конгрес США ухвалив рішення про застосування збройних сил для звільнення Кувейту від окупації. Голоси розклалися 52—47 в сенаті і 250—183 в палаті представників. Це стало найменшою підтримкою застосування зброї з боку Конгресу від часу війни 1812 року. Одразу по тому інші держави коаліції зробили аналогічно.

Тим часом світовій громадськості стали відомі численні факти мародерства з боку іракських солдатів в окупованому Кувейті. Кореспондент газети «Вісті» Борис Іванов так описував побачене ним в колишній столиці країни: 
|  | Містом в ті дні бродили натовпи солдатів, несучи в одній руці автомат, а в іншій — сумку, що роздулася до неймовірних розмірів від вкрадених речей... З часом технологія грабунку була доведена до досконалості. Як правило, офіцер з групою підлеглих під'їздив на машині до уподобаного наперед магазина. Солдати по команді вибивали двері або вікно, і організовано, без зайвої метушні, починали завантажувати автомобіль товарами. |

Міжнародні правозахисні організації відзначали, що багато кувейтських чоловіків піддавалися тортурам, а жінки зґвалтуванням.

## Операція «Щит пустелі»
Після окупації Кувейту на кувейтсько-саудівському кордоні з'явилося значне угруповання збройних сил Іраку. Майже відразу ж стали відбуватися прикордонні інциденти, пов'язані з порушенням іракськими підрозділами кордону між країнами. Наміри президента Іраку Саддама Хусейна залишалися неясними. Низка західних аналітиків припускала, що тепер він може спробувати вторгнутися до Саудівської Аравії, що мала в своєму розпорядженні явно недостатню армію для відсічі агресії. Контроль над двома країнами, що володіють величезними запасами нафти, дозволив би Іраку істотно впливати на світовий нафтовий ринок. Зважаючи на ці міркування, США, що ще десятиліття тому оголосили Перську затоку зоною своїх національних інтересів, запропонували Саудівській Аравії розмістити на її території свої військові підрозділи. Після деяких вагань король країни Фейсал дав свою згоду. Вже 7 серпня до Саудівської Аравії почали прибувати американські війська. Операція із забезпечення безпеки країни отримала назву «Щит пустелі» (Desert Shield).
29 листопада 1990 року, після провалу численних спроб схилити Ірак до мирного врегулювання кризи, РБ ООН ухвалює резолюцію 678. Резолюція надавала Іраку півтора місяці для того, щоб припинити окупацію Кувейту. Якщо цього не відбудеться, держави-члени ООН, що співпрацюють з урядом Кувейту, уповноважуються «використовувати всі необхідні засоби з тим, щоб підтримати і виконати резолюцію 660 (1990) і всі подальші відповідні резолюції і відновити міжнародний мир і безпеку в цьому регіоні». Це означало, що ООН надала коаліції Багатонаціональних Сил (БНС), що вже сформувалася на той момент, право на проведення військової операції зі звільнення Кувейту.

## Багатонаціональні сили

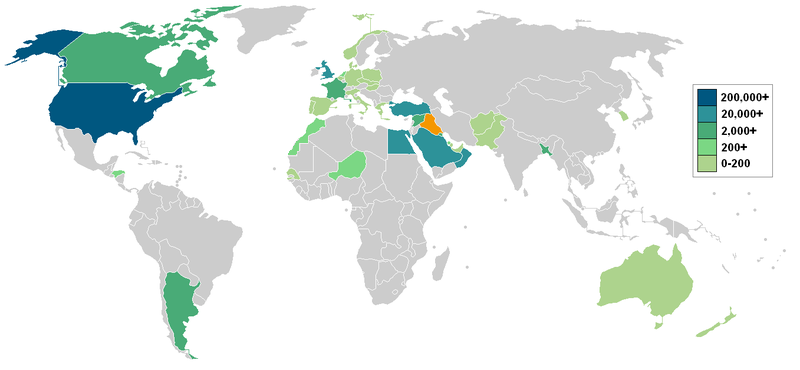
Ірак і країни протиіракської коаліції (БНС)

У різних джерелах вказується різна чисельність військових угрупувань країн БНС і наданої ними техніки і спорядження. Нижче приведені узагальнені дані, дані про країни, що надали незначний внесок в БНС, узяті в основному з цього компілятивного джерела (pdf-файл) [Архівовано 12 травня 2008 у Wayback Machine.].
- Австралія — 3 кораблі, дві медичні групи.
- Аргентина — 4 кораблі, 2 транспортні літаки.
- Афганістан — група афганських моджахедів прибула до Саудівської Аравії для захисту країни від можливого нападу з боку Іраку.
- Бангладеш
- Бахрейн
- Бельгія — 6 кораблів, 6 транспортних літаків.
- Велика Британія
- Гондурас — невеликий військовий контингент.
- Греція — один фрегат.
- Данія — один фрегат.
- Єгипет — 2 бронетанкові дивізії і повітряно-десантні частини. В цілому близько 40 тисяч військовослужбовців.
- Іспанія — 4 кораблі, 1 транспортний літак.
- Італія
- Канада, ескадрилья транспортних літаків.
- Катар
- Кувейт
- Марокко
- Нігер
- Нідерланди — 3 кораблі.
- Німеччина
- Нова Зеландія — 3 транспортні літаки, медичний персонал.
- Норвегія — 2 кораблі.
- ОАЕ — бронетанкові підрозділи, бойова авіація і кораблі.
- Оман — наземні підрозділи, бойова авіація, 4 військових кораблі.
- Пакистан
- Польща — 2 кораблі.
- Португалія — 1 корабель.
- Румунія — медичний персонал і підрозділ хімічного захисту.
- Саудівська Аравія
- Сенегал — невеликий військовий контингент.
- Сингапур — медичний персонал.
- Сирія — бронетанкова дивізія і інші підрозділи. В цілому 15—17 тисяч військовослужбовців.
- США
- Сьєрра-Леоне — медичний персонал.
- Угорщина — медичний персонал.
- Туреччина — не виділяла військ для участі в коаліції, але надала свої аеродроми для базування союзної авіації. Значне угрупування турецької армії перебувало в районі ірако-турецької межі, що примусило Ірак постійно утримувати в цьому районі свої війська.
- Філіппіни — медичний персонал.
- Франція, кілька військових кораблів. В цілому від 12 до 18 тисяч військовослужбовців.
- Чехословаччина — підрозділ хімічного захисту.
- Швеція — польовий госпіталь.
- Республіка Корея — 5 транспортних літаків, медичний персонал.
- Японія — медичний персонал. Крім того, зроблений істотний фінансовий внесок на покриття військових витрат.

## Операція «Буря в пустелі»

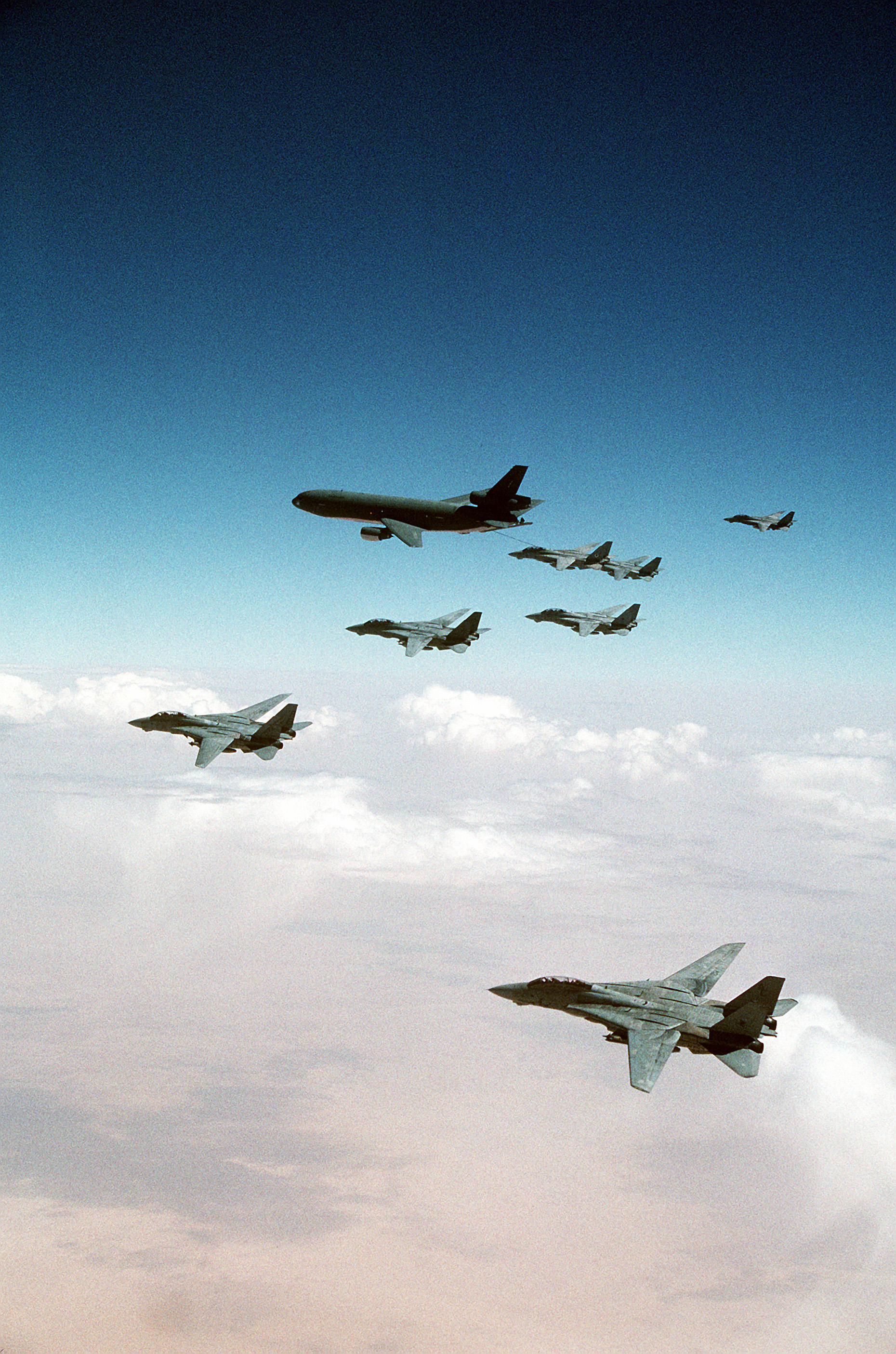
Літаки F-14 Tomcat чекають дозаправки від KC-10A над Перською затокою

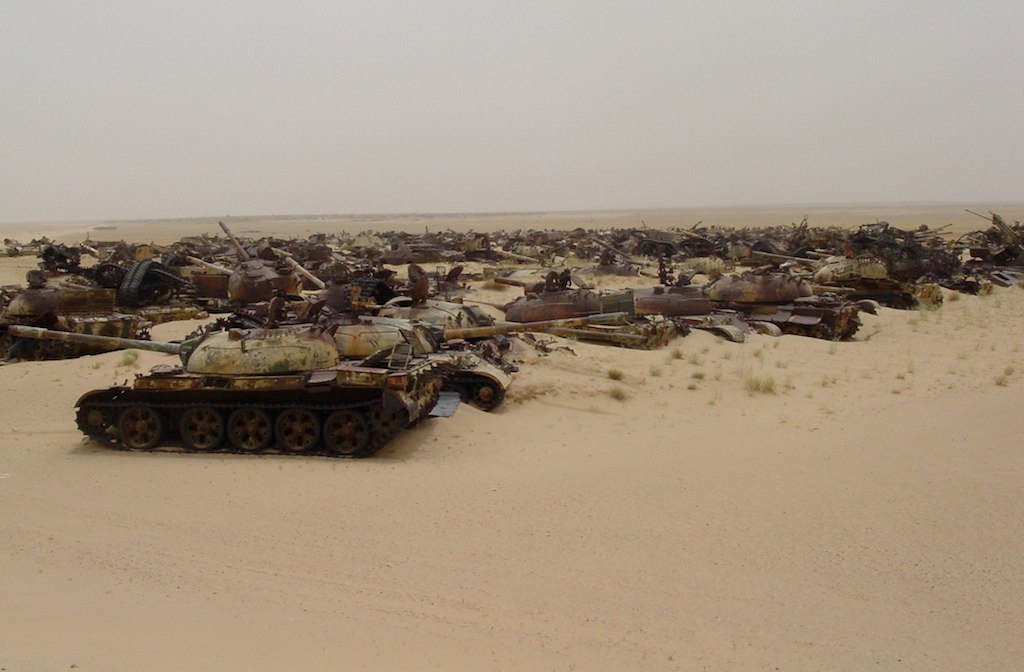
Кладовище іракських танків радянського виробництва після операції

Станом на початок військових дій Ірак мав добре озброєну (переважно радянською зброєю) і загартовану в війні з Іраном півмільйонну армію. Часткою витрат військового бюджету відносно ВВП у передвоєнні роки Ірак поступався лише Ізраїлю. Першим завданням коаліції було подолання і руйнація протиповітряної оборони противника для отримання повної свободи дій у повітряному просторі Кувейту та Іраку. Для порівняння, ППО Іраку під час кампанії 2003 року за оцінками військових спостерігачів становила всього 2 % від рівня 1990 року.
Через день після закінчення терміну, встановленого Резолюцією 678, коаліція розпочала масштабну повітряну кампанію, яка почала загальний наступ під назвою «Буря в пустелі» (англ. Operation Desert Storm).
Першою фазою війни була тривала безконтактна фаза: 17 січня — 24 лютого відбувалися масовані удари з повітря, в яких було задіяно до 1 000 літаків, які базувалися як на наземних військово-повітряних базах, так і на 6 авіаносцях. Ірак, крім ударів у відповідь, відповідав обстрілом балістичними ракетами «Скад» території Ізраїлю, який не брав участі у війні, і акціями «екологічного тероризму», тобто зливом нафти в Перську затоку.
Вперше в реальних бойових умовах були застосовані крилаті ракети. Їх запускали американські кораблі, що стояли в Перській затоці. Екіпажі винищувачів, бомбардувальників, бойових вертольотів США, Великої Британії і Саудівської Аравії отримали завдання на знищення сотень цілей.
Повітряним бомбардуванням піддалися заводи, електростанції, об'єкти нафтової галузі, що мали військово-стратегічне значення.
Після завершення стадії авіаударів, протягом декількох днів наземної операції була здобута повна нищівна перемога. Ірак був змушений звільнити Кувейт і визнати всі резолюції Ради Безпеки ООН щодо конфлікту.

## Операція «Меч пустелі»

Схема наземного наступу військ міжнародної коаліції

24 лютого — 28 лютого проводилась наземна операція, що завершилася звільненням Кувейту і відновленням status quo. Попередня назва операції — «Меч пустелі».
Під час відступу з території Кувейту іракці підпалили нафтові свердловини, що завдало чималої економічної і екологічної шкоди Кувейту. Свердловини довелося гасити протягом кількох місяців по закінченню війни.
Хоча армія Саддама Хусейна була розбита, війська коаліції не пішли на іракську територію, не усунули уряд Саддама і не окупували Ірак.

## Втрати сторін

### Втрати коаліції
Дані про втрати міжнародної коаліції носять розрізнений характер. Найповніші дані існують по втратах США. У приведений нижче список не входять деякі втрати інших країн-учасниць БНС, понесені до початку бойових дій і після їх закінчення.
СШАЛюдські втрати: 148 осіб загинуло в бойових діях, 145 — в не бойових подіях до початку війни, під час її і після закінчення. 467 осіб отримали бойові поранення.
Втрати в авіації: 40 літаків (зокрема 28 від дій супротивника), 23 вертольоти (зокрема 5 від дій супротивника).
Втрати в бронетехніці (вимагають уточнення): офіційні безповоротні втрати — 9 танків M1A1 «Абрамс», 1 M60, 20 БМП M2 «Бредлі» (в основному в інцидентах «дружнього вогню»).
Велика БританіяЛюдські втрати: 47 загиблих.
Втрати авіації: не менш ніж 12 літаків (11 «Торнадо» і 1 «Ягуар» в не бойовій події напередодні війни).
Саудівська Аравіяблизько 40 загиблих. Втрачено 2 літаки.
Єгипет10 загиблих.
Франція9 загиблих (зокрема 2 — під час війни).
ОАЕ6 загиблих.
Сирія3 загиблих.
Кувейт1 загиблий. Втрачено 1 літак.
Італіязагиблих не було, втрачено 1 літак.

### Втрати Іраку

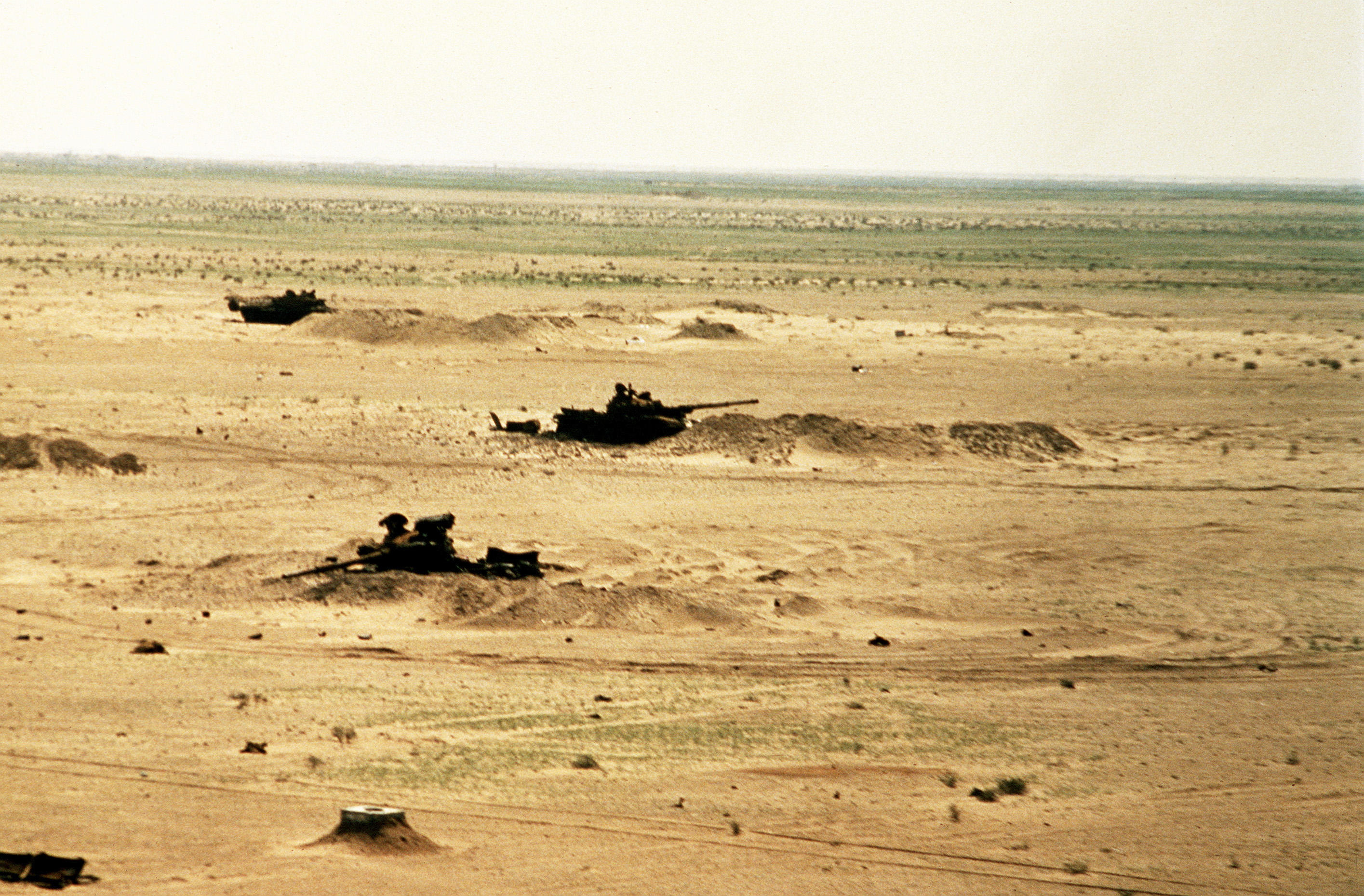
Підбиті іракські танки Т-72 в пустелі

Існують різні оцінки втрат Іраку у війні 1991 року. Відразу після завершення бойових дій в західних ЗМІ повідомлялося, що число загиблих іракців може досягати 100 тис. осіб. Деякі автори дотримуються ще вищих цифр — до 200 тис. загиблих.
Згідно з офіційними даними іракського уряду, опублікованими після війни, жертвами повітряних нальотів в 1991 році стали 2278 мирних жителів. Втрати іракської армії офіційно не повідомлялися. За оцінкою дослідника Карла Конетти, в результаті повітряних бомбардувань і наземних бойових дій іракські збройні сили втратили близько 20 тис. осіб убитими.
Нижче приведена оцінка матеріальних втрат збройних сил Іраку, опублікована Центральним командуванням ЗС США 7 березня 1991 року. Оскільки вона зроблена «за гарячими слідами», деякі цифри в ній можуть не збігатися з оцінками, зробленими пізніше.
- Авіація. Знищено 104 літаки (з них 36 в повітряних боях) і 19 вертольотів (з них 5 в повітряних боях). Крім того, 137 літаків перелетіли до Ірану[17].
- Бронетехніка. Знищено, виведено з ладу, захоплено 3700 танків, 2400 інших одиниць бронетехніки[18].
- Артилерія. Знищено, виведено з ладу, захоплено 2600 одиниць артилерії.
- Кораблі. Знищено 19 кораблів ВМС Іраку.

В цілому знищено або втратили боєздатність 42 дивізії збройних сил Іраку. Сили США захопили в полон 71 204 іракських військовослужбовців (інформація про кількість полонених у військ інших країн коаліції відсутня).

## Наслідки війни
У ході війни в Перській затоці в Іраку було зруйновано близько 85 % промислових підприємств. Внаслідок військових дій підприємствам нафтовидобувного комплексу Іраку було завдано серйозного збитку. З 820 свердловин, що діяли в 1990 році, залишилося 58.
Проте збиток від введених услід за ініціативою США економічних санкцій відносно Іраку значно перевершив їх. На Ірак була накладена контрибуція, яка формально перевищувала контрибуцію Німеччини після Другої світової війни. Після війни Ірак міг експортувати нафту і отримувати взамін продукти через спеціально створений орган ООН в рамках програми «Нафта в обмін на продовольство». Тільки від зниження рівня експорту нафти втрати Багдада за 13 років економічних санкцій перевищили 200 мільярдів доларів. За деякими оцінками, забезпечення населення основними продуктами харчування і медикаментами становило всього лише близько 10 % від потреб.
Для усунення іракської військової загрози в майбутньому ООН призначила інспекцію, що мала знайти зброю масового знищення та запобігти її появі в майбутньому. Міжнародні експерти контролювали будь-які об'єкти на території країни на власний розсуд, включаючи навіть президентські палаци.
Під приводом захисту шиїтського і курдського населення повітряні сили США і Великої Британії оголосили «безполітну зону» на півдні і півночі Іраку — ВПС Іраку польоти там були заборонені. Але американські і британські літаки не тільки контролювали небо Іраку, але й завдавали ракетних і бомбових ударів по військових і цивільних цілях. Так, 17-20 грудня 1998 року об'єднані сили США і Великої Британії провели операцію «Лис в пустелі». Їй передувала ескалація кризи у відносинах між військовими інспекторами ООН (UNSCOM) і іракською владою. В середині грудня глава UNSCOM Річард Батлер оголосив, що Ірак продовжує заважати діяльності інспекторів. Співробітники ООН були евакуйовані з Багдада, після чого почалася військова операція. За чотири ночі було здійснено 650 ударів, випущено 90 крилатих ракет повітряного і 325 морського базування. В ході операції були завдані ракетні удари по 93 іракських об'єктах, що нібито мали стосунок до створення зброї масового ураження. Проте, крім 30 заводів оборонної промисловості, ще 27 бомбардованих об'єктів входили в систему ППО, 20 були пунктами управління військами, 10 — місцями дислокації Республіканської гвардії, шість — авіабазами. У число цілей потрапило і нафтопереробне підприємство в Басрі.

## Виноски
1. ↑  Cooper, Tom (2019). Desert storm. Volume 1, The Iraqi invasion of Kuwait & Operation Desert Shield 1990-1991. Solihull, West Midlands. ISBN 978-1-911628-22-4. OCLC 1063667390.
2. ↑  Ibrahim, Youssef M.; Times, Special To the New York (8 червня 1989). New OPEC Limits Meet Resistance. The New York Times (амер.). ISSN 0362-4331. Процитовано 15 лютого 2023.
3. ↑  Fawcett, Louise L'Estrange (2005). International relations of the Middle East. Oxford: Oxford University Press. ISBN 0-19-926963-7. OCLC 53871666.
4. ↑  George Bush (Sr) Library | Margaret Thatcher Foundation. www.margaretthatcher.org. Процитовано 16 лютого 2023.
5. ↑  Peters, John E.; Deshong, Howard (1995). Out of Area or Out of Reach? European Military Support for Operations in Southwest Asia (PDF) (англ.). RAND Corporation. ISBN 978-0-8330-2329-2. Архів (PDF) оригіналу за 5 жовтня 2012. Процитовано 16 лютого 2023.
6. ↑  27 years since the Gulf War - why didn't Israel respond?. The Jerusalem Post | JPost.com (амер.). Архів оригіналу за 13 лютого 2018. Процитовано 16 лютого 2023.
7. ↑  Folha.com - Livraria da Folha - Livro conta como Guerra do Golfo colocou a CNN no foco internacional - 08/09/2010. www1.folha.uol.com.br. Процитовано 2 березня 2023.
8. ↑  Iraque News - Turma 55 - O maior bombardeio da história - JornalExpress - www.jex.com.br. web.archive.org. 26 квітня 2012. Архів оригіналу за 26 квітня 2012. Процитовано 2 березня 2023.
9. ↑  These were the 6 most massive tank battles in US history. We Are The Mighty (амер.). 22 квітня 2022. Архів оригіналу за 15 березня 2022. Процитовано 2 березня 2023.
10. ↑  Рої дронів, шоломи начинені електронікою, та бійці, які стрімко переміщаються. Якою буде війна в XXI столітті?. ТЕКСТИ (англ.). Процитовано 7 грудня 2017.
11. ↑  Белоногов А. МИД. Кремль. Кувейтский кризис. — М.: Олма-Пресс, 2001. — С. 87.
12. ↑  Белоногов А. МИД. Кремль. Кувейтский кризис. — М.: Олма-Пресс, 2001. — С. 85-86.
13. ↑  Резолюція 678 (1990) від 29 листопада 1990 року (PDF). Архів оригіналу (PDF) за 29 лютого 2008. Процитовано 14 квітня 2009.
14. 1 2  Архівована копія. Архів оригіналу за 29 вересня 2007. Процитовано 14 квітня 2009.{{cite web}}:  Обслуговування CS1: Сторінки з текстом «archived copy» як значення параметру title (посилання)
15. ↑  Robert Fisk, The Great War For Civilisation; The Conquest of the Middle East (Fourth Estate, 2005). С. 853.
16. 1 2  Carl Conetta. The Wages of War: Iraqi Combatant and Noncombatant Fatalities in the 2003 Conflict. Архів оригіналу за 12 січня 2009. Процитовано 14 квітня 2009.
17. ↑  Станом на 2006 рік Іран як і раніше відмовлявся повернути Іраку літаки, отримані в ході війни 1991 року. Ці літаки входять до складу національних ВВС Ірану.
18. ↑  Безповоротні втрати бронетехніки армії Іраку від зіткнень з американськими військовими частинами були невеликі. В основному ж через брак палива і відсутність зв'язку з командуванням бронетехніка була покинута самими іракцями. Потім вона майже вся дісталася армії Коаліції.